# Mały Kack
Mały Kack (kašubsky Małë Kack, německy Klein Katz, Kleinkatz) je čtvrtí přímořského města Gdyně v Pomořském vojvodství v severním Polsku. Čtvrť se nenachází přímo u Baltského moře, avšak je do něj vzdálená cca 1,2 km.
Severní část Małeho Kacku zasahuje do severní části Trojměstského krajinného parku (Trójmiejski Park Krajobrazowy) a protéká jí řeka Kacza s přírodní rezervací Rezerwat przyrody Kacze Łęgi a s přítoky Źródło Marii a Potok Przemysłowy. Severní až západní hranici čtvrtě lemuje železniční dráha. Je zde také kostel (Kościół pw. Chrystusa Króla).
Střední části Małého Kacku vede silnice 474 po centrální ulici Wielkopolska.
Jižní část Małeho Kacku zasahuje do jižní části Trojměstského krajinného parku a pramení zde potok Swelinia v přírodní rezervaci Rezerwat przyrody Łęg nad Swelinią.

## Historie
Archeologické nálezy z místa jsou datovány do doby 550 až 450 před Kristem. První písemná zmínka pochází z roku 1342.

## Další informace
Nacházejí se zde také turistické stezky, cyklostezky a sportovní stadiony. Má zde stadion fotbalový klub Arka Gdynia.

## Galerie

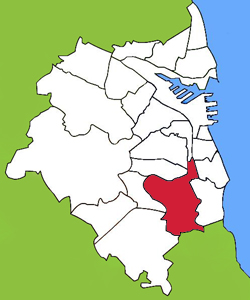
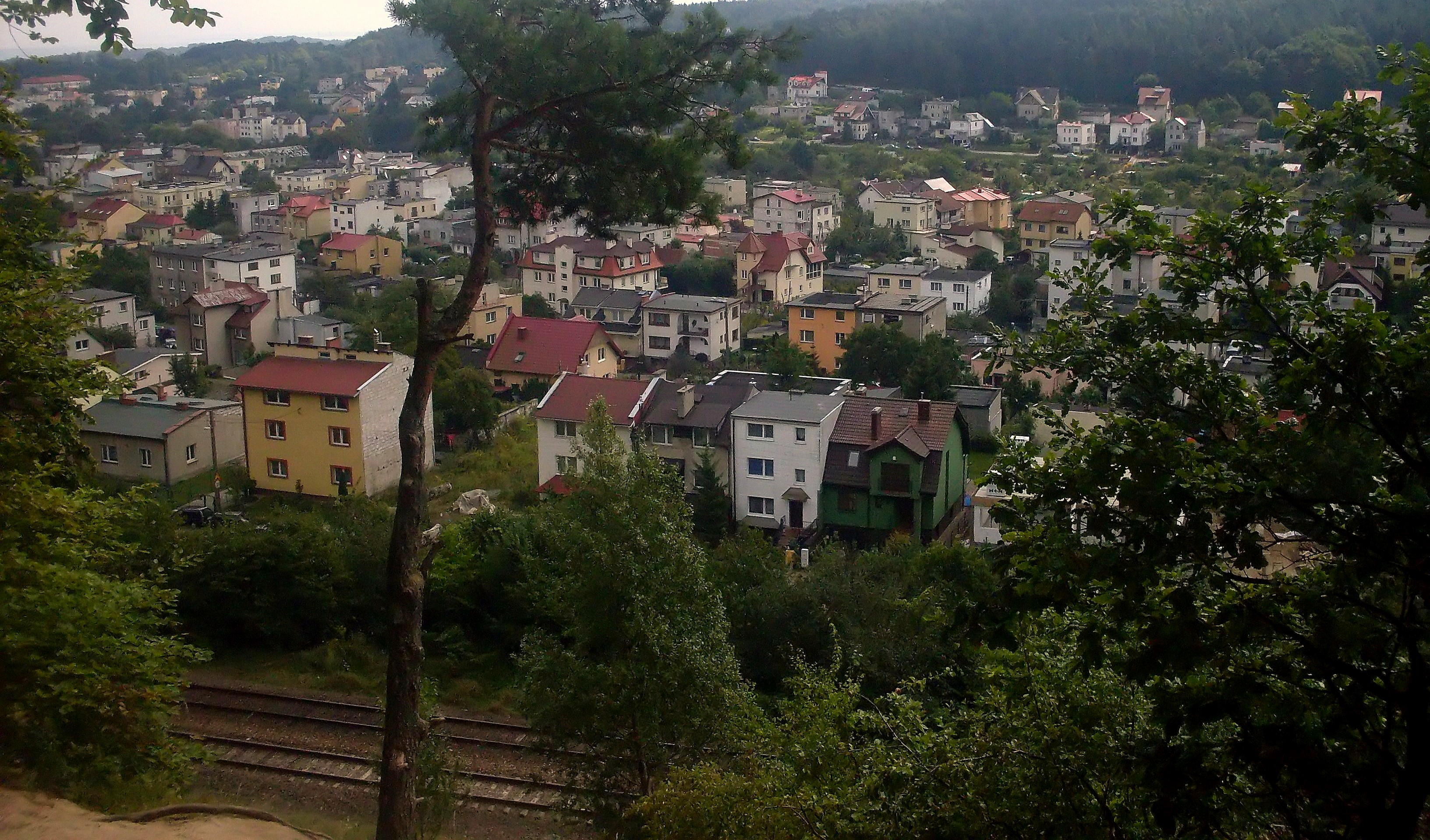
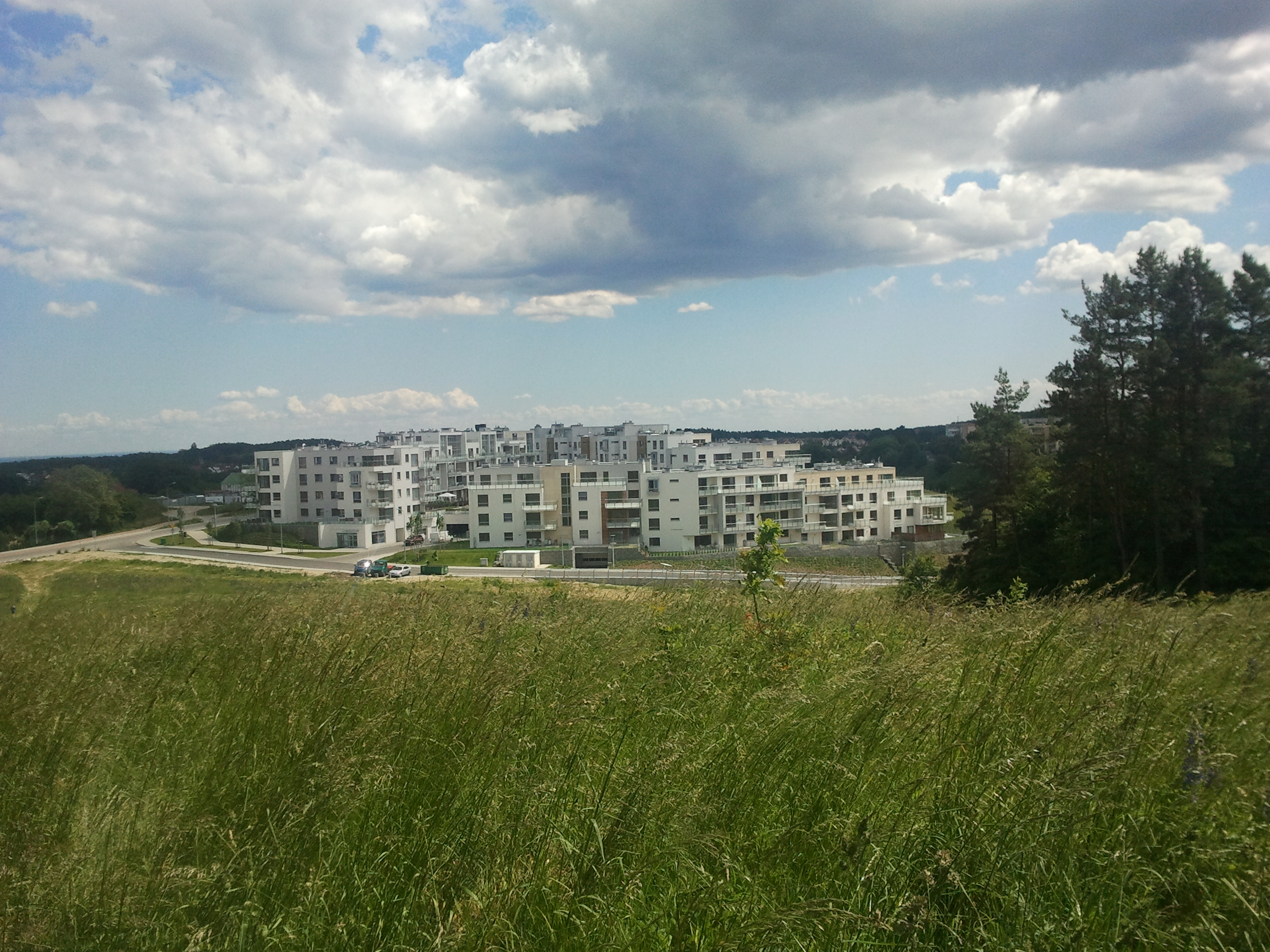
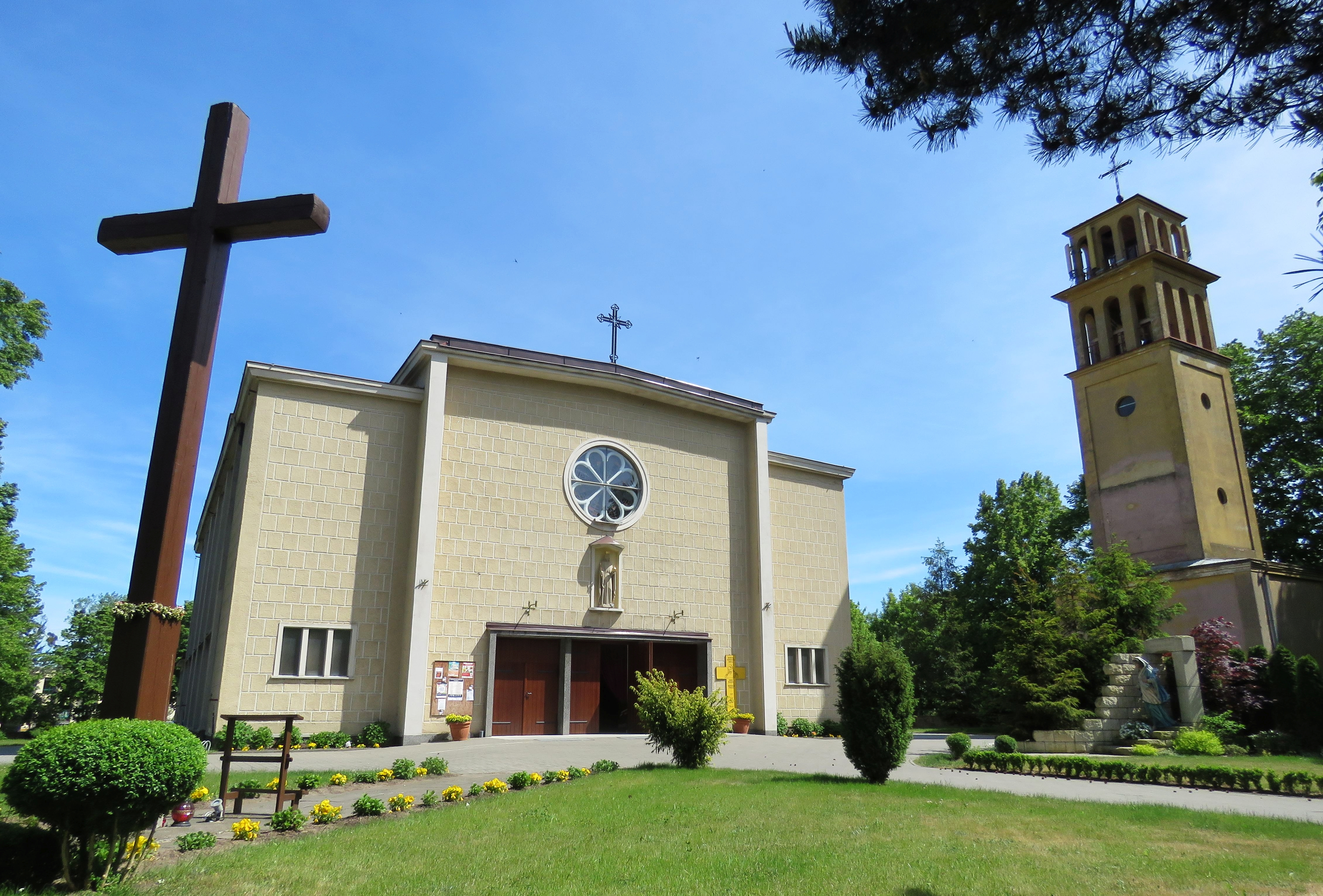
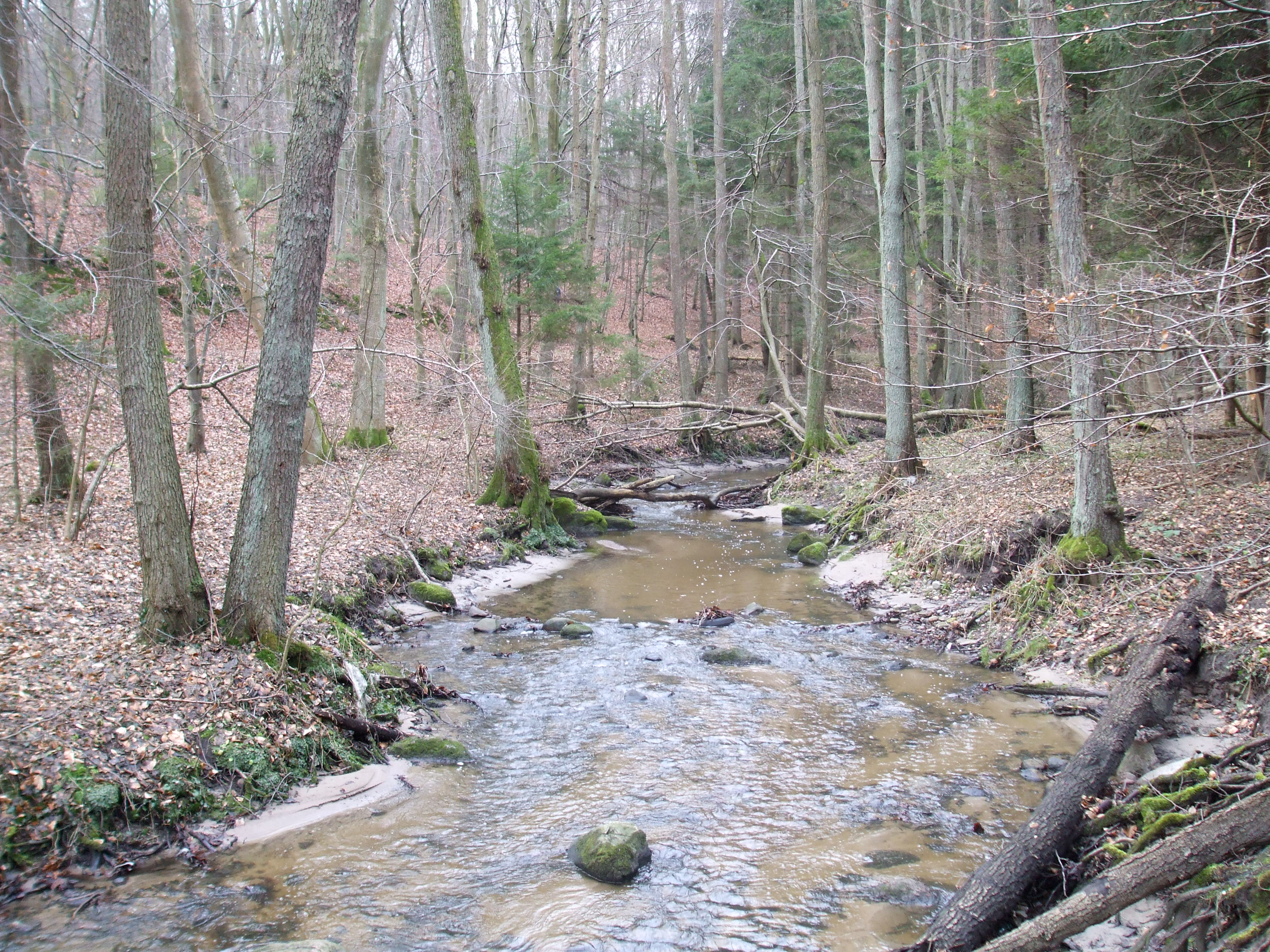